# Pałczew
Pałczew – wieś w Polsce położona w województwie łódzkim, w powiecie łódzkim wschodnim, w gminie Brójce. Wieś ma charakter ulicówki.
Palczewie (Pałczew) było wsią kapituły katedralnej krakowskiej w powiecie piotrkowskim województwa sieradzkiego w końcu XVI wieku. 
Do 1419 roku wieś pod nazwą „Palczewye” była własnością Jarosława Romaniszewskiego, po czym przeszła w posiadanie kapituły krakowskiej.
W latach 1975–1998 miejscowość administracyjnie należała do ówczesnego województwa łódzkiego.
We wsi dwa pomniki przyrody: lipy drobnolistne o obwodach 321 cm i 351 cm.